# Mina Tanaka
Mina Tanaka (jap. 田中 美南, Tanaka Mina; * 28. April 1994 in Ubon Ratchathani, Thailand) ist eine japanische Fußballspielerin. Ihr Vater ist Japaner und ihre Mutter Thailänderin.

## Vereinskarriere
Tanaka kam durch ihren älteren Bruder zum Fußball. Im Jahr 2011 wechselte sie zu NTV Menina, der zweiten Mannschaft von NTV Beleza. 2012 gelang ihr der Aufstieg in die erste Mannschaft. Ihr erstes Spiel für NTV Beleza in der Nadeshiko League bestritt sie am 3. Mai 2011 gegen Okayama Yunogo Belle. Ihr erstes Tor gelang ihr am 14. August 2011 gegen die Fukuoka J Anclas. 2019 gewann sie mit NTV die erstmals ausgetragene AFC Women’s Club Championship. 2020 wechselte sie zu INAC Kōbe Leonessa, 2021 wurde sie für ein halbes Jahr an Bayer 04 Leverkusen ausgeliehen.

## Nationalmannschaft
Tanaka begann ihre internationale Karriere im Jahr 2010, als sie bei der U-17-Weltmeisterschaft 2010 in drei von sechs Spielen eingesetzt wurde und ihr ein Treffer gelang. Sie gehörte zum Kader der japanischen U-20-Nationalmannschaft, der an der U-20-Weltmeisterschaft 2012 in Japan teilnahm. Sie wurde in den sechs Spielen ihrer Mannschaft eingesetzt und wurde am Ende Dritte.
Im Februar 2013 wurde sie erstmals in den Kader der A-Nationalmannschaft berufen, der am Algarve-Cup 2013 teilnahm. Am 8. März 2013 stand sie im zweiten Gruppenspiel gegen Deutschland in der Startelf und kam so zu ihrem ersten Einsatz. Im abschließenden Gruppenspiel gegen Dänemark wurde sie in der 70. Minute eingewechselt und im Spiel um Platz 5 gegen China zur zweiten Halbzeit.
Nachdem sie nicht für die Fußball-Ostasienmeisterschaft der Frauen 2013 nominiert wurde, kam sie am 26. September 2013 beim zweiten der beiden Freundschaftsspiele gegen Nigeria, für die insgesamt 41 Spielerinnen nominiert wurden, wieder zu einem Kurzeinsatz.
2018 gewann sie mit der Nationalmannschaft die Asienmeisterschaft, wobei sie in zwei Gruppenspielen und dem Halbfinale zum Einsatz kam und im ersten Gruppenspiel beim 4:0 gegen Vietnam drei Minuten nach ihrer Einwechslung das letzte Tor erzielte. Mit dem Halbfinaleinzug hatten sich die Japanerinnen für die WM 2019 qualifiziert, für die sie aber nicht nominiert wurde. Nach der WM wurde sie aber bei der Ostasienmeisterschaft in den drei Spielen eingesetzt, erzielte dabei zwei Tore und gewann den Titel.
Sie wurde auch für die wegen der COVID-19-Pandemie um ein Jahr verschobenen Olympischen Spiele in Tokio nominiert. Sie wurde in den Gruppenspielen und im Viertelfinale eingesetzt, erzielte den Siegtreffer beim 1:0-Sieg gegen Chile und das Tor bei der 1:3-Niederlage im Viertelfinale gegen den späteren Silbermedaillengewinner Schweden.
Für die Asienmeisterschaft im Januar 2022 wurde sie ebenfalls nominiert. Sie wurde in den Gruppenspielen und beim 7:0-Sieg im Viertelfinale gegen Thailand eingesetzt, blieb aber ohne Torerfolg. Durch den Einzug ins Halbfinale hatten sich die Japanerinnen als erste Mannschaft nach den Gastgeberinnen für die WM 2023 qualifiziert. Das Halbfinale verloren ihre Mitspielerinnen ohne sie mit 3:4 im Elfmeterschießen gegen China.
Am 13. Juni 2023 wurde sie für die WM-Endrunde nominiert. Bei der WM, die für die Japanerinnen mit einer Viertelfinalniederlage gegen Schweden endete, wurde sie in den fünf Spielen ihrer Mannschaft eingesetzt und erzielte in den Gruppenspielen zwei Tore.

## Erfolge

### Nationalmannschaft
- U-20-Weltmeisterschaftsdritte 2012
- U-17-Vizeweltmeisterin 2010
- Asienmeisterin 2018
- Fußball-Ostasienmeisterschaft der Frauen 2019

### Vereine
- Nadeshiko League Ligapokalsiegerin 2012
- Nihon Joshi Soccer League: 2015, 2016, 2017, 2018, 2019
- Torschützenkönigin der Nihon Joshi Soccer League: 2016 bis 2020
- AFC Women’s Club Championship 2019